# Труна доктора Блада
Труна доктора Блада (англ. Doctor Blood's Coffin) — британський фільм жахів 1961 року.

## Сюжет
Доктор Пітер Блад займається експериментами з людськими органами. Про це дізнаються його колеги і доктора виганяють з госпіталю. Доктору Бладу доводиться повернутися в рідне провінційне місто до свого батька-лікаря. Але незабаром в місті починають безслідно зникати місцеві жителі. Доктор Блад пропонує поліції свою допомогу у пошуках. Він вважає, що трупи зниклих людей можуть бути заховані в старих шахтах за містом. Але незабаром з'ясовується, що доктор Блад продовжує свої моторошні досліди. Використовуючи живе людське серце і отруту кураре, доктор Блад намагається повернути до життя мерців.

## У ролях
- Кірон Мур — доктор Пітер Блад
- Гейзел Корт — медсестра Лінда Паркер
- Іен Гантер — доктор Роберт Блад
- Кеннет Дж. Воррен — сержант Кук
- Джералд Лосон — містер Дж. Ф. Мортон
- Фред Джонсон — Тріджей
- Пол Гардмут — професор Лукман
- Пол Стокман — Стів Паркер
- Енді Олстон — Джордж Бейл
- Рут Лі — дівчина (в титрах не вказана)
- Джон Роман — Генсон (в титрах не вказаний)